# ミオ&マオ
ミオ&マオ（原題：Mio Mao）はイタリアのクレイアニメ、またはその主人公。
日本では、1979年4月 - 1981年3月にNHK総合（当時）の『おかあさんといっしょ』内で放送され、後にカートゥーン ネットワークでも放送された。

## 概要
二匹の子猫のミオとマオが、様々な動物達との交流を通じて仲良くなる様が描かれる。
ほぼ全編が擬声語やトーキングギターで展開される。

## スタッフ
- 監督：フランチェスコ・ミッセーリ
- 制作：L+Hフィルムズ

## エピソード
括弧内は英語サブタイトル

### 第1シリーズ
- 第1話：きれいなくじゃく
- 第2話：ひつじとおいかけっこ
- 第3話：はたらきもののアリ
- 第4話：カメレオンにびっくり
- 第5話：みつばちとハチミツ
- 第6話：クモにくらくら
- 第7話：ねむたいカメ
- 第8話：あおいイモむし
- 第9話：セミのうた
- 第10話：たまごボール
- 第11話：みどりのヘビ
- 第12話：こいぬとあそぼ
- 第13話：ヤマネのとうみん
- 第14話：ようきなポリプ
- 第15話：いわのようなカバ
- 第16話：りすとどんぐり
- 第17話：サルとバナナ
- 第18話：ふきげんなハリネズミ
- 第19話：はまべの貝
- 第20話：おたまじゃくしのへんしん
- 第21話：かたつむりとキャベツ
- 第22話：フクロウとにらめっこ
- 第23話：あなの中のもぐら
- 第24話：ビーバーのおうちづくり
- 第25話：こぶたとどろんこあそび
- 第26話：うさぎとニンジン

### 第2シリーズ
- 第27話：キツネとあそぼ
- 第28話：ミミズにびっくり
- 第29話：アリクイが来た!
- 第30話：とんできたタネ
- 第31話：コオロギのうた
- 第32話：ハクチョウのおどり
- 第33話：シチメンチョウのはね
- 第34話：ワニのたまご
- 第35話：アライグマのおせんたく
- 第36話：カニのハサミ
- 第37話：ペンギンとあそぼ
- 第38話：コグマとすべり台
- 第39話：ミオとマオのクリスマス
- 第40話：ニコニコゆきだるま
- 第41話：アシカのマジック
- 第42話：キュウカンチョウとまねっこあそび
- 第43話：キノコのぼうし
- 第44話：とべないトンボ
- 第45話：コウモリにビックリ
- 第46話：クリとイガイガ
- 第47話：いそがしいスズメバチ
- 第48話：ぴょんぴょんカンガルー
- 第49話：ウシのミルク
- 第50話：テントウムシのてんてん
- 第51話：ロバがたいへん!
- 第52話：コアラとおはな